# Bere (Zorge)
Die Bere ist ein etwa 19,5 km langer, linker und nordöstlicher Zufluss der Zorge im Südharz in Thüringen und Sachsen-Anhalt.
Häufig – auch auf im Handel erhältlichen Wanderkarten – kommt es zu einer Falschschreibung als Behre.

## Geographie

### Verlauf
Die Bere entspringt auf halbem Weg zwischen Birkenmoor und Breitenstein. Ihre Quelle liegt zwischen dem Birkenkopf (599,8 m), dem Gillenkopf 558,2 m und der Großen Harzhöhe (599,3 m) und besitzt quellnahe Zuflüsse von der benachbarten Schalliete (595,1 m) und Oberlaufzuflüsse vom Leckenkopf (546,9 m) und Mittellaufzuflüsse unter anderem vom Poppenberg (600,6 m).
Kurz nach ihrer Quelle bis etwa zum Bahnhof Eisfelder Talmühle bildet die Bere den Grenzbach zwischen Sachsen-Anhalt und Thüringen. Sie fließt entlang der Selketalbahn, ab dem Bahnhof Eisfelder Talmühle entlang der Harzquerbahn, dann vorbei an den Rabensteiner Stollen – in Netzkater – und durch Ilfeld. Schließlich mündet die Bere in Niedersachswerfen in den Helme-Zufluss Zorge.

### Zuflüsse
Von der Quelle zur Mündung. Auswahl.
- Barschenkulk, von rechts vor dem Hartsteinwerk Unterberg
- Tiefenbach, von rechts zwischen dem Hartsteinwerk Unterberg und der Eisfelder Talmühle
- Großer Merkelsbach, von links an der Eisfelder Talmühle
- Kleiner Merkelsbach, von links nach der Eisfelder Talmühle
- Brandesbach, von links bei Netzkater
- Schuppenbach, von rechts bei Netzkater
- Fischbach, von rechts vor Ilfeld
- Leimbach, von rechts am Ortsanfang von Niedersachswerfen
- Fuhrbach, von rechts in Niedersachswerfen

## Gewässergüte
Der Oberlauf der Bere wird als gering belastet (Gewässergüteklasse I–II), der Mittel- und Unterlauf als mäßig belastet (Gewässergüteklasse II) beurteilt.

## Bildergalerie
Die Bilder sind flussabwärts geordnet.

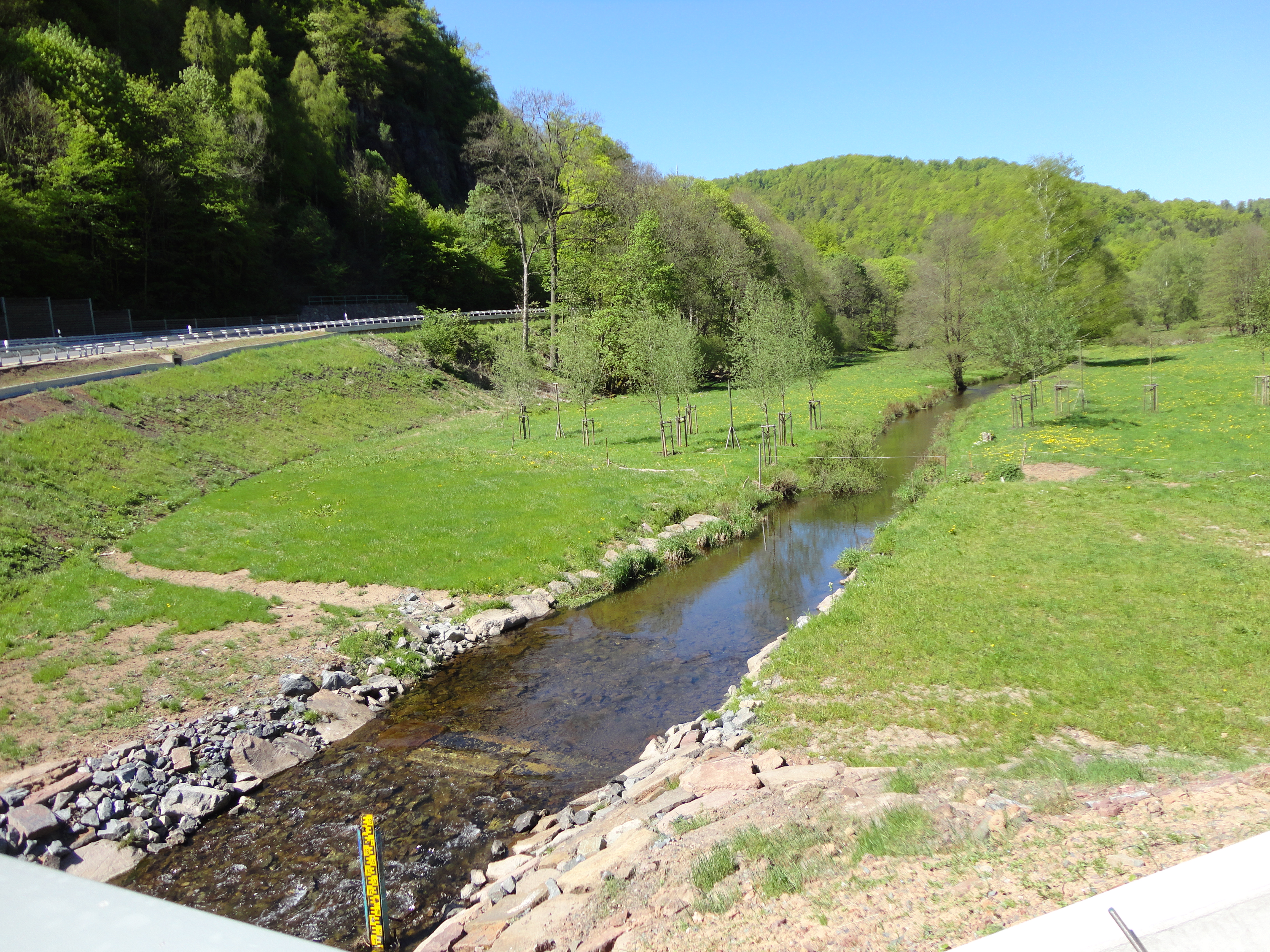
Die Bere mit Pegellatte von der neuen Brücke aus gesehen
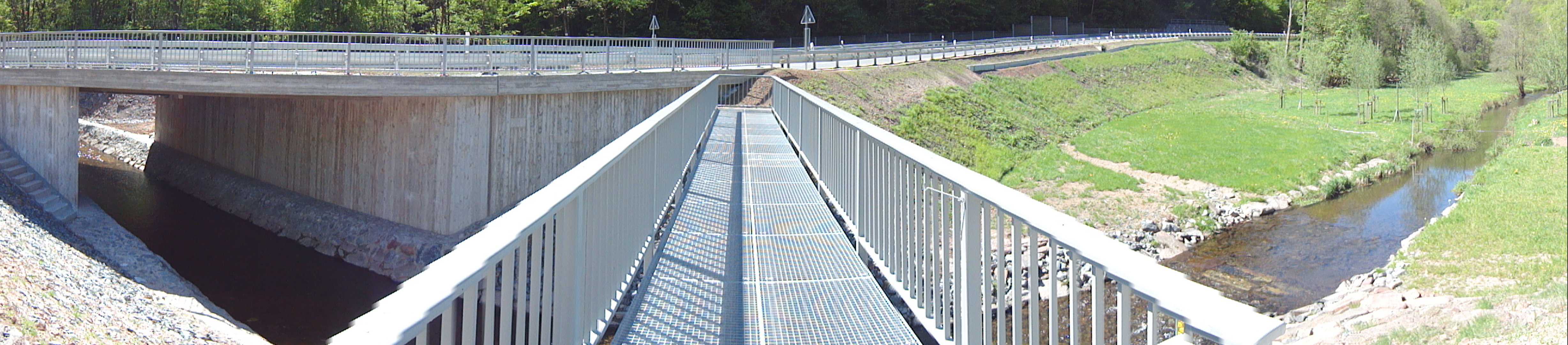
Die neue Pegelmessstation und Brücke der B 4 über die Bere
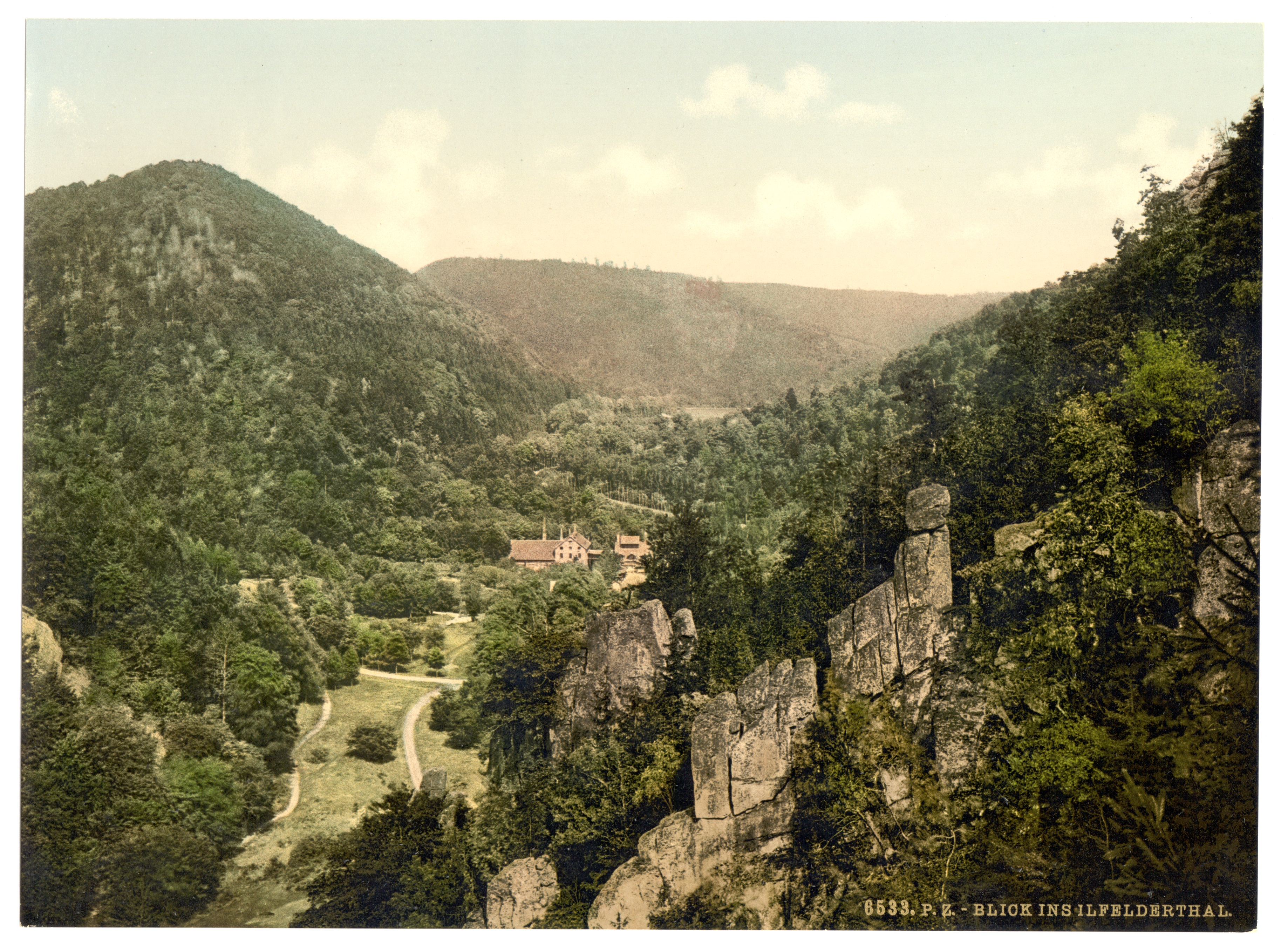
Das Beretal bei Ilfeld, um 1900